# 村瀬均
村瀬 均（むらせ ひとし、1950年8月6日 - ）は日本の元裁判官、弁護士。東京高等裁判所に所属していた。最高裁判所の下級裁判所裁判官指名諮問委員会の元委員。

## 経歴
- 1974年3月、京都大学法学部卒業
- 1974年4月、司法修習生（28期）
- 1976年4月9日 東京地方裁判所判事補
- 1979年4月9日、東京地方裁判所判事補、東京簡易裁判所判事
- 1980年8月31日、 神戸地方裁判所判事補、神戸簡易裁判所判事
- 1982年4月1日、最高裁刑事局付
- 1984年3月21日、最高裁広報課付、同秘書課付
- 1986年4月1日、福岡地方裁判所判事補、福岡簡易裁判所判事
- 1989年4月1日、最高裁判所調査官
- 1990年11月26日、最高裁刑事局第二課長
- 1993年1月5日、最高裁刑事局第一・第三課長、同広報課付
- 1995年4月1日、東京地方裁判所判事
- 1997年4月1日、司法研修所教官
- 2002年8月1日、東京地方裁判所部総括判事
- 2010年1月1日、宇都宮地方裁判所所長、宇都宮簡易裁判所判事
- 2011年1月19日、東京高等裁判所部総括判事
- 2015年8月6日、定年退官
- 2016年4月、中央大学大学院法務研究科教授
- 2018年、障害者雇用水増し問題検証委員会委員[1][2]
- 2022年4月、瑞宝重光章受章[3]。

## 担当裁判
現在、控訴審が裁判員裁判の死刑判決を破棄した事例は7例あり、そのうち3つは村瀬が裁判長を務めていた東京高等裁判所第10刑事部による判決である。

### 殺人罪で出所後の強盗殺人事件
妻子を殺した罪で懲役20年となり服役を終えた半年後、2009年南青山で男性を殺害したとして強盗殺人罪で第一審の東京地裁の裁判員裁判で死刑判決を受けた被告の控訴審で、2013年6月20日、村瀬裁判長は一審判決を破棄し無期懲役を言い渡した。

### 千葉大生殺害放火事件
2009年千葉大学の女子大生が殺害された後に放火された殺人事件など、計八件の事件で強盗殺人などの罪に問われ第一審の千葉地裁の裁判員裁判で死刑判決を受けた被告の控訴審で、2013年10月8日、村瀬裁判長は一審判決を破棄し無期懲役を言い渡した。

### 長野県一家3人殺害事件
2010年長野市の会社経営者一家3人を殺害し、現金を奪ったなどとして強盗殺人及び死体遺棄の罪に問われ、第一審の裁判員裁判で死刑判決を受けた被告のうち1人の控訴審で、2014年2月27日、村瀬裁判長は一審判決を破棄し、無期懲役を言い渡した。

## 判決に対する評価

### 肯定的な評価
- 裁判員裁判の死刑判決を破棄した村瀬らによる控訴審判決を最高裁判所の千葉勝美裁判長らが支持した判決が出たことを受けて、『産経新聞』以外の全国紙は以下のように論じた[6]。
  - 『読売新聞』は2015年2月7日朝刊社説「裁判員に公平と慎重さ求めた」で「裁判員制度を導入した結果として、死刑判断の在り方が従来と大きく変われば、司法の根幹である公平性が揺らぐ」として最高裁の決定に理解を示した[6]。
  - 『朝日新聞』は2015年2月6日朝刊社説「市民参加の責任と意義」で「市民が悩み抜いた末の死刑判決がプロの裁判官に覆されることは、関係者ならずとも複雑な思いを抱くかもしれない。何のための市民参加なのか、と」と、率直な疑問が湧くであろうことを認めながらも「問われているのは、公権力が人の命を奪うという究極の刑罰である。別の法廷で、違う目で精査し、ほかの刑の選択肢があると判断するなら、避けるのは当然のことだ」と論じ、最高裁の決定に理解を示した[6]。
  - 『日本経済新聞』も2015年2月15日朝刊社説「裁判員制度の課題を示した最高裁決定」で「裁判員の判断は十分尊重すべきである。だからといって、積み上げられたこれまでの判決と刑の重さが大きく違っては公平性が保てない」として、同じく最高裁の決定に理解を示した[6]。
  - 『毎日新聞』は2015年2月6日朝刊社説「議論深めるきっかけに」を掲載した[6]。
  - 『東京新聞』は2015年2月6日朝刊社説「国民的な議論を活発に」で、死刑制度そのものに焦点を当てて「死刑廃止が世界の潮流だが、日本では市民が究極の決断を迫られる。今こそ国民的な議論を活発化すべきだ」と論じた[6]。
- 京都大学産官学連携本部客員准教授の瀧本哲史は、『産経新聞』2013年10月20日朝刊大阪本社版（一部内容が違う東京本社版は22日付）に「『政府がまとめた「犯罪被害者基本計画」には「刑事司法は、犯罪被害者等のためにもある」と書かれていますが、職業裁判官にとっては空文だった』などと鋭く司法を批判する」という内容の記事が掲載されたことについて、10月27日にコラムを発表した[7]。「そもそも裁判は民意で行うものではないし、数人の裁判員の考えが民意というのも難しいだろう。裁判員制度のもとになっている陪審制度でも陪審は権力の乱用から被告人を守るものであり、人民裁判ではない」「裁判員による裁判はやや重罰に傾き、特に性犯罪や傷害致死、強盗致傷などの事件で量刑が重くなる傾向にあることがわかっている」「最高裁は裁判員制度を導入するにあたり『死刑の選択は慎重に』とし、昨年公表された最高裁司法研修所の研究報告でも『死刑判断は先例を尊重すべきだ』と打ち出している。そういう意味で一連の判決は、裁判官個人の問題と言うより、指針をそのまま適用したと考えれば驚くには当たらない」と論じた上で「一方で法は国民の感情を反映すべき部分もある。死刑選択の基準である矯正不可能性、計画性をどの程度重視すべきか、今回の件においてどう考えるかは専門家の間でも議論が分かれうる」とも主張し、最後に産経の報道について「裁判員制度について最高裁がどのように考えるのかについても黙示的に判断される点で極めて興味深い。このタイミングで追加取材を行い、問題提起した意義深い報道といえるのではないか」と締めくくった。

### 否定的な評価
- 審理を担当した松戸女子大生殺害放火事件の被害者遺族は判決を受けて｢裁判員が何日もかかって決めたことを無視するかのように覆すのはどうしても納得できない｣（被害者の父親）｢私の娘よりも犯人の方の命が重いということなんですかね｣（母親）と怒りを露わにし[8]、後に母親は「裁判員は被告の人間性を見極めて死刑と判断したのに、専門家が相場主義でひっくり返した」として[9]、村瀬を名指しで非難している[10]。東京・南青山の事件の被害者遺族も「被告は父も含めて3人もの命を奪ったのに意味がわからない」と判決に不満を示した[11]。
  - これを受けて弁護士の安冨潔は｢裁判員が熟慮した結果を尊重しないと、国民の意見を反映させるという裁判員裁判を創設した趣旨を問われる｣と批判し、テレビプロデューサーのデープ・スペクターも「情報プレゼンター とくダネ!」（フジテレビ系列）番組内で「高裁、最高裁には裁判員はいないわけですから、一審は何だったのだろう、形だけだったのか、世間の論調のためにやり始めただけなのかとなる。無期懲役という選択肢が悪い。絶対に釈放できないという条件でもあれば納得できるのでしょうがね」とコメントした[8]。
- 『産経新聞』は、裁判員裁判の死刑判決を破棄した高裁判決を最高裁判所の千葉勝美裁判長らが支持した判決が出たことを受けて、2015年2月18日付の社説で社説で死刑判決に慎重さが求められるのは当然だとした上で「先例を重視しすぎていないか」と今回の判断に疑問符を付けた[6]。「裁判員制度は、国民の司法参加により、その日常感覚や常識を判決に反映させることを目的に導入された。過去の公式に当てはめて量刑を決めるなら、制度の趣旨は生かされない」として、裁判員裁判で期待される「国民感覚や常識」と永山基準に代表される「先例の傾向」の間に距離があるなら、「その理由、背景についての分析、議論を深めることも必要ではないか」と問いかけた[6]。最高裁決定は「従前の判例を墨守するべきであるとはしていない」と、村瀬らの判決に批判的な論調を述べている[6][12]。
- 弁護士の井上薫は「6人もの裁判員が入れば、これまでの裁判と結論が変わるのは当然のこと。それを『前例に従え』と差し戻すのは、裁判官自身が新しい制度を否定していることにほかなりません。民意を取り込むために始まった裁判員制度が、結局は形だけで、制度を作り直した意味がない」と村瀬の方針を批判した[10]。また、ある弁護士も匿名を条件に「東京高裁の刑事部は全部で9あるんです。だから、重大事件でこんなに同じ裁判長が担当になるはずがない。これは最高裁の意向を受けて、意図的にやっているとしか思えません。あえて言えば、裁判所全体で前例を守ることに汲々としているんです」と、犯罪被害者支援弁護士フォーラムの事務局長を務める弁護士・高橋正人も「裁判員裁判が、先例と違う判断をするのは当然。高裁の裁判官が『先例と異なる』として１審判決を破棄するのは、裁判員裁判の制度を否定することになる」[11]、「前例、前例と入り口から否定しているんだから、こんな状態では1歩も前に進みません。じつはフランスもかつて同じような問題が生じて、高裁にも裁判員制度が導入されました。日本もそうならなきゃダメでしょう」と批判している[10]。
- 全国犯罪被害者の会（NAVS、あすの会）は、2013年10月24日に「東京高裁判決（刑事第10部）は国民に対する裏切り！」と題した、村瀬らによる判決に対する非難声明を発表した[13]。この中では「東京高裁は、国民の常識や感覚から乖離しているものである。このような職業的裁判官による先例に問題があったからこそ、裁判員制度が導入されたはずである。それなのに、先例に反するから裁判員の判断は誤りだというのでは、裁判員制度の否定である。東京高裁の判決は国民の信頼を裏切るだけでなく、法を守るべき者が、裁判員法という法制度に挑戦しているケースだとも言える。もし、今回の加害者が将来、仮釈放が認められて出所し、再び罪を犯したら、一体、誰が責任を取るのであろうか。検察庁がこれを上告せず、また、最高裁が破棄しないのであれば、国民は司法を信頼しなくなるであろう」と述べられた[13]。「あすの会」代表幹事の松村恒夫も「機械的な尺度で死刑を破棄すれば、国民の健全な社会常識や生活感覚を反映させるのが狙いの裁判員裁判の意義を損ないかねない」「先例主義ならロボットが判断すればいい」と判決を批判した[9]。